# キャロル・エムシュウィラー

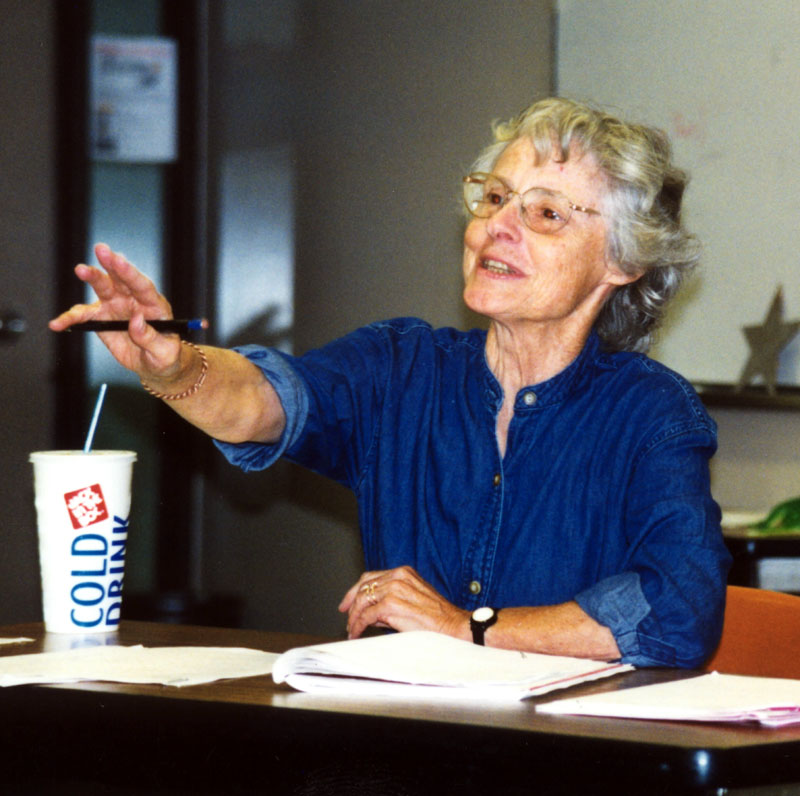
エムシュウィラー（1998年、シアトルで開催されたクラリオン・ワークショップにて）

キャロル・エムシュウィラー（Carol Emshwiller、1921年4月12日 - 2019年2月2日）はアメリカのSF作家。ミシガン州生まれ。夫のエド・エムシュウィラーもSF界ではイラストレーターとして有名。少女期をフランスで過ごしたために、アメリカ帰国後の英語の成績が振るわなかったという。ミシガン大学で美術を専攻し、この際にエドと知り合う。日本では、長いこと短編がアンソロジーや雑誌に散発的に訳出された程度（講談社文庫『ファンタジーへの誘い』収録の「順応性」など）であったが、21世紀に入って畔柳和代の訳による短編集が発行された。
2019年2月2日、ノースカロライナ州ダーラムで死去。97歳没。

## 個人短編集
- 『すべての終わりの始まり』国書刊行会、2007年
- 『カルメン・ドッグ』河出書房新社 、2008年

- 浜辺に行った日[† 1]

ほか、未訳作品多数。日本語訳された作品の一覧、短編集の詳細等については下記の外部リンク等も参照。

## 受賞
- 世界幻想文学大賞(短編集部門) 1991年『すべての終わりの始まり』（The Start of the End of It All）
- フィリップ・K.ディック賞ノミネート「The Mount」
- ネビュラ賞(短編部門) 2002年「ロージー」、2005年「私はあなたと暮らしているけど、あなたはそれを知らない」
- 世界幻想文学大賞(生涯功労賞) 2005年
- コードウェイナー・スミス再発見賞 2019年

## 書誌
1. ↑  「SF ベスト・オブ・ベスト 下」所収、ジュディス・メリル編、創元SF文庫、東京創元社、ISBN 978-4-488-61309-9